# Varză roșie

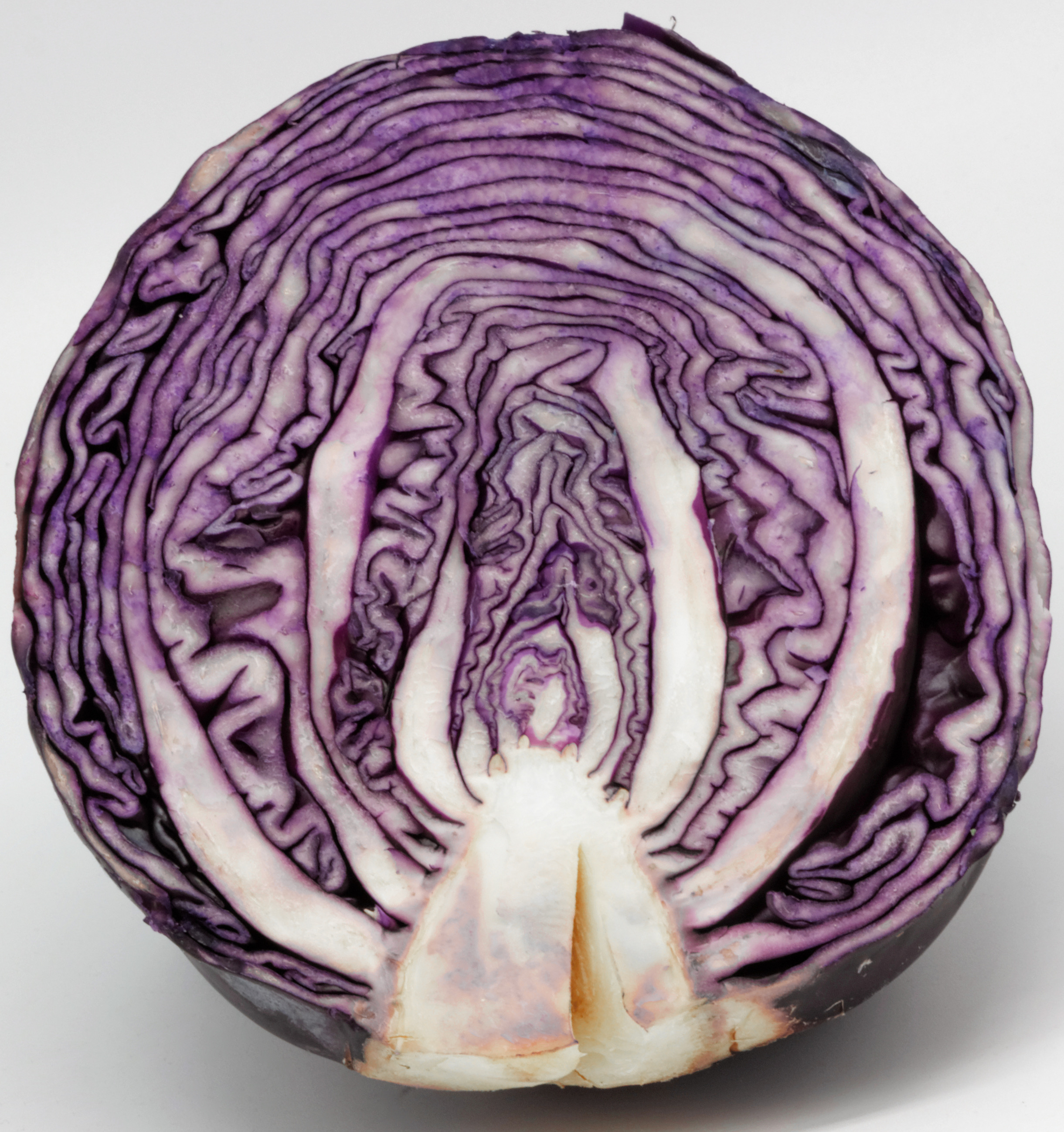
Varză roşie secționată

Varza roșie (Brassica oleracea L. convar. capitata (L.) Alef. var. rubra DC) este practic aceeași specie ca și varza albă, fiind o varietate a acesteia. A fost cunoscută și luată în cultură odată cu varza albă, încă de la sfârșitul Epocii de Piatră.

## Caracteristici
Pe lângă aspectul coloristic diferit al celor două tipuri de varză, respectiv cea roșie și cea albă, mai există și alte diferențe, varza roșie conține cu până la 50% mai multă vitamina C decât varza albă (maximum 57 mg, pentru 100 de grame de produs proaspăt, față de un minim de 36 mg la varza albă).
Pigmentul care îi dă culoarea roșie - violacee, denumit resveratrol, este un antioxidant, considerat cel mai puternic antioxidant natural descoperit până în prezent.

## Colorant alimentar
Principala substanță care dă colorația roșu-violet a verzei roșii este cianidina. Acest colorant natural, extras din varza roșie, este folosit frecvent pentru colorarea băuturilor, a diferitelor dulciuri, a concentratelor uscate, gumelor de mestecat, iaurturilor și sosurilor.